# Relayer Tour
Die Relayer Tour war eine Konzerttournee der britischen Progressive-Rock-Band Yes, auf der sie ihr 1974 erschienenes Album Relayer vorstellte. Sie führte die Gruppe zwischen November 1974 und August 1975 durch Nordamerika und Europa.

## Hintergrund
Nach sechs Wochen intensiver Proben startete die Relayer Tour am 13. November 1974 mit dem Auftaktkonzert in Madison (Wisconsin) und endete am 23. August 1975 mit einem Auftritt beim National Jazz and Blues Festival (heute Reading Festival) in Reading. Da alle Yes-Mitglieder zur gleichen Zeit an ihren ersten Soloalben arbeiteten und dafür die freie Zeit zwischen den Tourabschnitten nutzten, beschränkten sich ihren Auftritte in Europa lediglich auf Großbritannien.
Im Vorprogramm der Konzerte trat zwischen November 1974 und Mai 1975 überwiegend die britische Band Gryphon auf, den Rest der Tournee bestritt die Band Ace als Vorgruppe.
Keyboarder Patrick Moraz, der im August 1974 als Nachfolger für Rick Wakeman zu Yes gestoßen war, hatte während der Tourproben zunächst Probleme, sich mit älteren Yes-Songs vertraut zu machen, weswegen er sich die für ihn kompliziertesten Stellen auf Papier transkribierte, was ihm half, diese fehlerfrei spielen zu können. Bei den ersten Shows der Tournee verließ sich Moraz noch auf diese Notizen, doch nach gut einer Woche fühlte er sich in seinem Spiel so sicher, dass er auf sie verzichten konnte. Moraz bezeichnete später das Konzert in New York City am 20. November 1974 als das beste der gesamten Tournee: „Wir hatten mehrere Minuten lang stehende Ovationen. Der Lärm des Publikums war absolut unglaublich.“
Für das Bühnenbild entwarfen Roger Dean und sein Bruder Martyn eine überarbeitete Version der Beleuchtungsanlage, die bereits auf der vorherigen Tales from Topographic Oceans Tour verwendet wurde. Sie bestand wieder aus zwei Sets beweglicher Fiberglas-Konstruktionen, die über dem Schlagzeug von Alan White und den Keyboards von Patrick Moraz aufgebaut waren.
Für die zusätzliche Beleuchtung zeichnete Michael Tait verantwortlich, während Eddie Offord für den Sound zuständig war.
Die Konzerte der Relayer Tour waren meist ausverkauft und die Nachfrage so groß, das Yes neben Theatern und größeren Mehrzweckhallen auch erstmals in Stadien auftraten, so beispielsweise am 10. Mai 1975 in der Loftus Road in London, der Spielstätte der von allen Yes-Mitgliedern verehrten Queens Park Rangers. Einer der insgesamt geschätzten 25.000 Zuschauer auf diesem Konzert war der spätere Erfolgsproduzent Trevor Horn, der 1980 der Nachfolger von Jon Anderson als Sänger von Yes werden sollte. Horn erinnerte sich Jahre später in einem Interview an diese Show: „Als Jon den Schlussteil von ‚The Gates of Delirium’ und ‚And You and I’ sang, kamen mir beinahe die Tränen. Ich liebte diese Songs so sehr.“
Mit dem Konzert in Jersey City am 25. Juli 1975 fand die Relayer Tour ihr eigentliches Ende und Yes reisten zurück nach England, um ihre Solo-Alben fertigzustellen. Jedoch trat die Band mit ihrem Tourprogramm noch einmal am 23. August 1975 beim National Jazz and Blues Festival in Reading vor circa 100.000 Zuschauern auf. Trotz des strömenden Regens war die Stimmung der Band und des Publikums sehr gut. Bei diesem Auftritt spielten Yes als Einleitung zu The Gates of Delirium ein unbekanntes, zweiminütiges Stück mit dem vorläufigen Titel High Vibration, das später ein Teil des 1977 auf dem nächsten Yes-Album Going for the One veröffentlichten Stücks Awaken wurde.

## Liveaufnahmen
Yes’ Auftritt in der Londoner Loftus Road am 10. Mai 1975 wurde von der BBC gefilmt und später im Jahr in der Musiksendung The Old Grey Whistle Test ausgestrahlt. Nachdem diese Aufnahme jahrelang als Bootleg unter den Fans kursierte, veröffentlichte Brian Lane, der frühere Manager von Yes, den Mitschnitt im Jahr 1993 offiziell unter dem Titel Yes: Live – 1975 at Q.P.R. auf VHS und Laserdisc. Die Gruppe selbst war an dieser Veröffentlichung nicht beteiligt.
Eine Audio-Aufnahme des bei diesem Konzert aufgenommenen Songs Sweet Dreams erschien 2005 auf dem 3CD-Boxset The Word is Live

## Setlist

### Beispiel-Setlist
- Intro (Firebird Suite)
- Sound Chaser
- Close to the Edge
- To Be Over
- The Gates of Delirium
- Your Move (excerpt from ‚I’ve Seen All Good People’)
- Mood for a Day
- Long Distance Runaround
- Patrick Moraz Piano Solo
- Clap
- And You and I
- Ritual (Nous Sommes du Soleil)
- Roundabout
- Sweet Dreams

## Tourdaten
| Nr.                 | Datum               | Stadt               | Land                | Veranstaltungsort                      | Anmerkungen                      |
| Leg 1 – Nordamerika | Leg 1 – Nordamerika | Leg 1 – Nordamerika | Leg 1 – Nordamerika | Leg 1 – Nordamerika                    | Leg 1 – Nordamerika              |
| ------------------- | ------------------- | ------------------- | ------------------- | -------------------------------------- | -------------------------------- |
| 1                   | 13. November 1974   | Madison             | Vereinigte Staaten  | Dane County Veterans Memorial Coliseum |                                  |
| 2                   | 14. November 1974   | South Bend          | Vereinigte Staaten  | Athletic & Convocation Center          |                                  |
| 3                   | 15. November 1974   | Indianapolis        | Vereinigte Staaten  | Indiana Convention Center              |                                  |
| 4                   | 16. November 1974   | Normal              | Vereinigte Staaten  | Horton Fieldhouse                      |                                  |
| 5                   | 17. November 1974   | St. Louis           | Vereinigte Staaten  | Kiel Auditorium                        |                                  |
| 6                   | 18. November 1974   | Detroit             | Vereinigte Staaten  | Cobo Hall                              |                                  |
| 7                   | 20. November 1974   | New York City       | Vereinigte Staaten  | Madison Square Garden                  |                                  |
| 8                   | 21. November 1974   | Buffalo             | Vereinigte Staaten  | Memorial Auditorium                    |                                  |
| 9                   | 22. November 1974   | Richfield           | Vereinigte Staaten  | Coliseum                               |                                  |
| 10                  | 23. November 1974   | Charleston          | Vereinigte Staaten  | Civic Center                           |                                  |
| 11                  | 24. November 1974   | Greensboro          | Vereinigte Staaten  | Coliseum                               |                                  |
| 12                  | 25. November 1974   | Knoxville           | Vereinigte Staaten  | Civic Coliseum                         |                                  |
| xx                  | 26. November 1974   | Auburn              | Vereinigte Staaten  | Memorial Coliseum                      |                                  |
| 13                  | 28. November 1974   | Miami               | Vereinigte Staaten  | Jai-Alai Fronton                       |                                  |
| 14                  | 29. November 1974   | Lakeland            | Vereinigte Staaten  | Civic Center                           |                                  |
| 15                  | 30. November 1974   | Atlanta             | Vereinigte Staaten  | The Omni                               |                                  |
| 16                  | 1. Dezember 1974    | Baton Rouge         | Vereinigte Staaten  | LSU Assembly Center                    |                                  |
| 17                  | 2. Dezember 1974    | Houston             | Vereinigte Staaten  | Astrodome                              |                                  |
| 18                  | 4. Dezember 1974    | Fort Worth          | Vereinigte Staaten  | Tarrant County Convention Center       |                                  |
| 19                  | 5. Dezember 1974    | Tulsa               | Vereinigte Staaten  | Convention Center                      |                                  |
| 20                  | 6. Dezember 1974    | Lawrence            | Vereinigte Staaten  | Allen Fieldhouse                       |                                  |
| 21                  | 7. Dezember 1974    | Iowa City           | Vereinigte Staaten  | UI Fieldhouse                          |                                  |
| 22                  | 8. Dezember 1974    | Louisville          | Vereinigte Staaten  | Convention Center                      |                                  |
| 23                  | 10. Dezember 1974   | New Haven           | Vereinigte Staaten  | Veterans Memorial Coliseum             |                                  |
| 24                  | 11. Dezember 1974   | Boston              | Vereinigte Staaten  | Boston Garden                          |                                  |
| 25                  | 12. Dezember 1974   | Baltimore           | Vereinigte Staaten  | Civic Center                           |                                  |
| 26                  | 13. Dezember 1974   | Pittsburgh          | Vereinigte Staaten  | Civic Arena                            |                                  |
| 27                  | 14. Dezember 1974   | Philadelphia        | Vereinigte Staaten  | Spectrum                               |                                  |
| 28                  | 15. Dezember 1974   | Cincinnati          | Vereinigte Staaten  | Cincinnati Gardens                     |                                  |
| 29                  | 16. Dezember 1974   | Chicago             | Vereinigte Staaten  | International Amphitheatre             |                                  |
| 30                  | 17. Dezember 1974   | St. Paul            | Vereinigte Staaten  | Civic Center                           |                                  |
| Leg 2 – Europa      |                     |                     |                     |                                        |                                  |
| 31                  | 15. April 1975      | Newcastle upon Tyne | England             | City Hall                              |                                  |
| 32                  | 16. April 1975      | Newcastle upon Tyne | England             | City Hall                              |                                  |
| 33                  | 17. April 1975      | Newcastle upon Tyne | England             | City Hall                              |                                  |
| 34                  | 18. April 1975      | Glasgow             | Schottland          | Apollo Theatre                         |                                  |
| 35                  | 19. April 1975      | Glasgow             | Schottland          | Apollo Theatre                         |                                  |
| 36                  | 20. April 1975      | Edinburgh           | Schottland          | Usher Hall                             |                                  |
| 37                  | 21. April 1975      | Edinburgh           | Schottland          | Usher Hall                             |                                  |
| 38                  | 23. April 1975      | Preston             | England             | Guild Hall                             |                                  |
| 39                  | 24. April 1975      | Leicester           | England             | De Montfort Hall                       |                                  |
| 40                  | 25. April 1975      | Leicester           | England             | De Montfort Hall                       |                                  |
| 41                  | 27. April 1975      | Liverpool           | England             | Empire Theatre                         |                                  |
| 42                  | 28. April 1975      | Liverpool           | England             | Empire Theatre                         |                                  |
| 43                  | 29. April 1975      | Manchester          | England             | Palace Theatre                         |                                  |
| 44                  | 30. April 1975      | Manchester          | England             | Palace Theatre                         |                                  |
| 45                  | 2. Mai 1975         | Cardiff             | Wales               | Capitol Theatre                        |                                  |
| 46                  | 3. Mai 1975         | Cardiff             | Wales               | Capitol Theatre                        |                                  |
| 47                  | 5. Mai 1975         | Bristol             | England             | Colston Hall                           |                                  |
| 48                  | 6. Mai 1975         | Bristol             | England             | Colston Hall                           |                                  |
| 49                  | 7. Mai 1975         | Bristol             | England             | Colston Hall                           |                                  |
| 50                  | 10. Mai 1975        | London              | England             | Loftus Road                            |                                  |
| 51                  | 12. Mai 1975        | Southampton         | England             | Gaumont Theatre                        |                                  |
| 52                  | 13. Mai 1975        | Southampton         | England             | Gaumont Theatre                        |                                  |
| 53                  | 14. Mai 1975        | Southampton         | England             | Gaumont Theatre                        |                                  |
| 54                  | 17. Mai 1975        | Stoke-on-Trent      | England             | Victoria Ground                        |                                  |
| Leg 3 – Nordamerika |                     |                     |                     |                                        |                                  |
| 55                  | 17. Juni 1975       | Denver              | Vereinigte Staaten  | Coliseum                               |                                  |
| 56                  | 18. Juni 1975       | Salt Lake City      | Vereinigte Staaten  | Salt Palace                            |                                  |
| 57                  | 19. Juni 1975       | Las Vegas           | Vereinigte Staaten  | Las Vegas Stadium                      |                                  |
| 58                  | 20. Juni 1975       | Tucson              | Vereinigte Staaten  | Community Center                       |                                  |
| 59                  | 21. Juni 1975       | Los Angeles         | Vereinigte Staaten  | Hollywood Bowl                         |                                  |
| 60                  | 22. Juni 1975       | Tempe               | Vereinigte Staaten  | Feyline Field                          |                                  |
| 61                  | 23. Juni 1975       | Long Beach          | Vereinigte Staaten  | Long Beach Arena                       |                                  |
| 62                  | 24. Juni 1975       | San Diego           | Vereinigte Staaten  | Sports Arena                           |                                  |
| 63                  | 25. Juni 1975       | Daly City           | Vereinigte Staaten  | Cow Palace                             |                                  |
| 64                  | 27. Juni 1975       | Vancouver           | Kanada              | Pacific Coliseum                       |                                  |
| 65                  | 28. Juni 1975       | Seattle             | Vereinigte Staaten  | Center Coliseum                        |                                  |
| 66                  | 29. Juni 1975       | Portland            | Vereinigte Staaten  | Memorial Coliseum                      |                                  |
| 67                  | 2. Juli 1975        | Lincoln             | Vereinigte Staaten  | Pershing Auditorium                    |                                  |
| 68                  | 3. Juli 1975        | Kansas City         | Vereinigte Staaten  | Municipal Auditorium                   |                                  |
| 69                  | 4. Juli 1975        | Chicago             | Vereinigte Staaten  | The Stadium                            |                                  |
| 70                  | 5. Juli 1975        | Evansville          | Vereinigte Staaten  | Roberts Municipal Stadium              |                                  |
| 71                  | 6. Juli 1975        | Memphis             | Vereinigte Staaten  | Mid-South Coliseum                     |                                  |
| xx                  | 7. Juli 1975        | Little Rock         | Vereinigte Staaten  | Barton Coliseum                        |                                  |
| 72                  | 8. Juli 1975        | Nashville           | Vereinigte Staaten  | Municipal Auditorium                   |                                  |
| 73                  | 9. Juli 1975        | Edwardsville        | Vereinigte Staaten  | SIUE Campus                            | Mississippi River Festival       |
| 74                  | 10. Juli 1975       | Indianapolis        | Vereinigte Staaten  | Market Square Arena                    |                                  |
| 75                  | 11. Juli 1975       | Cleveland           | Vereinigte Staaten  | Municipal Stadium                      |                                  |
| 76                  | 12. Juli 1975       | Buffalo             | Vereinigte Staaten  | Rich Stadium                           | Summerfest at the Stadium        |
| xx                  | 13. Juli 1975       | Jersey City         | Vereinigte Staaten  | Roosevelt Stadium                      | verlegt auf den 25. Juli 1975    |
| 77                  | 15. Juli 1975       | Fort Wayne          | Vereinigte Staaten  | Allen County War Memorial Coliseum     |                                  |
| 78                  | 16. Juli 1975       | Milwaukee           | Vereinigte Staaten  | MECCA Arena                            |                                  |
| 79                  | 18. Juli 1975       | Montréal            | Kanada              | Forum                                  |                                  |
| 80                  | 19. Juli 1975       | Toronto             | Kanada              | Maple Leaf Gardens                     |                                  |
| 81                  | 20. Juli 1975       | Ypsilanti           | Vereinigte Staaten  | Rynearson Stadium                      |                                  |
| 82                  | 21. Juli 1975       | Philadelphia        | Vereinigte Staaten  | Spectrum                               |                                  |
| 83                  | 22. Juli 1975       | Philadelphia        | Vereinigte Staaten  | Spectrum                               |                                  |
| 84                  | 23. Juli 1975       | Providence          | Vereinigte Staaten  | Civic Center                           |                                  |
| 85                  | 24. Juli 1975       | Landover            | Vereinigte Staaten  | Capital Center                         |                                  |
| 86                  | 25. Juli 1975       | Jersey City         | Vereinigte Staaten  | Roosevelt Stadium                      |                                  |
| Festivalauftritt    |                     |                     |                     |                                        |                                  |
| 87                  | 23. August 1975     | Reading             | England             | Little John’s Farm                     | National Jazz and Blues Festival |

## Band
- Jon Anderson: Gesang, Gitarre, Percussion
- Steve Howe: Gitarre, Pedal-Steel-Gitarre, Hintergrundgesang
- Patrick Moraz: Keyboards, Klavier
- Chris Squire: Bass, Kesselpauken, Hintergrundgesang
- Alan White: Schlagzeug, Percussion